# Ley del contralor del Estado
Ley del contralor del Estado es el nombre con el que se conoce una de las leyes fundamentales de Israel. Define los poderes, funciones y responsabilidades del supervisor de los organismos del estado, ministerios, instituciones, autoridades, agencias, personas y entes operando en representación del Estado de Israel